# 島田譲
島田 譲（しまだ ゆずる、1990年11月28日 - ）は、茨城県水戸市出身のプロサッカー選手。クリアソン新宿所属。ポジションはミッドフィールダー（MF）。

## 来歴

### プロ入り前
2006年に鹿島ジュニアユースから鹿島ユースに昇格し、同時に鹿島学園高等学校へ進学。鹿島ユースでは、古賀聡からコーチ・監督として3年間指導を受け、キャプテンも務めた。
2009年に早稲田大学へ進学する。2年生だった2010年から、早稲田大学監督となった古賀に再び指導を受けている。3年時からレギュラーに定着し、正確なキックを左足から生み出すことと、中盤でボールを奪い素早く攻撃に展開するワセダのサッカーを体現していることを評価された。4年生だった2012年には関東大学リーグのベストイレブンに選出され、第61回全日本大学サッカー選手権大会で優勝した。

### プロ入り後
2013年にファジアーノ岡山へ入団。ファジアーノ岡山では2016年までの4年間にJ2リーグ103試合に出場して3得点した。2016年のシーズン終了後、ファジアーノ岡山との契約が満了となり、退団した。
2017年に、V・ファーレン長崎へ完全移籍で加入した。開幕戦であるホームザスパクサツ群馬戦、フリーキックを直接決めて、2017年チーム初得点を記録した。
2020年にはアルビレックス新潟へ期限付き移籍で加入した。
2021年、アルビレックス新潟へ完全移籍。
2022年9月29日、この日行われた公益社団法人日本女子プロサッカーリーグ（WEリーグ）の定時社員総会ならびに理事会において、WEリーグの理事に就任することが決定した。現役のプロサッカー選手がWEリーグの理事を務めるのは初めて。
2025年、クリアソン新宿に加入した。

## 選手としての特徴
左足でボールをさばくミッドフィールダーで、キックの精度が高く、縦パスやサイドチェンジのロングフィードでゲームを作るとともに、セットプレーのキッカーを務める。
鹿島ユースと早稲田大学で計5年間島田を指導した古賀聡は「アントラーズユースでは、彼がキャプテンをやってくれたのですが、自立し、リーダーとして自分で考えて発信してチームを動かしていくという挑戦をして成長していった選手の1人かなと思います」とコメントし、責任と権限を与えることで成長した選手だと島田を評価している。

## 所属クラブ
- 新荘常磐サッカースポーツ少年団（水戸市立常磐小学校）
- 鹿島アントラーズジュニアユース（水戸市立第二中学校）
- 2006年 - 2008年 鹿島アントラーズユース（鹿島学園高等学校）
- 2009年 - 2012年 早稲田大学
- 2013年 - 2016年  ファジアーノ岡山
- 2017年 - 2020年  V・ファーレン長崎
  - 2020年  アルビレックス新潟（期限付き移籍）
- 2021年 - 2024年  アルビレックス新潟
- 2025年 - クリアソン新宿

## 個人成績
| 国内大会個人成績 | 国内大会個人成績 | 国内大会個人成績 | 国内大会個人成績 | 国内大会個人成績 | 国内大会個人成績 | 国内大会個人成績 | 国内大会個人成績 | 国内大会個人成績 | 国内大会個人成績 | 国内大会個人成績 | 国内大会個人成績 |
| 年度             | クラブ           | 背番号           | リーグ           | リーグ戦         | リーグ戦         | リーグ杯         | リーグ杯         | オープン杯       | オープン杯       | 期間通算         | 期間通算         |
| 年度             | クラブ           | 背番号           | リーグ           | 出場             | 得点             | 出場             | 得点             | 出場             | 得点             | 出場             | 得点             |
| 日本             | 日本             | 日本             | 日本             | リーグ戦         | リーグ戦         | リーグ杯         | リーグ杯         | 天皇杯           | 天皇杯           | 期間通算         | 期間通算         |
| ---------------- | ---------------- | ---------------- | ---------------- | ---------------- | ---------------- | ---------------- | ---------------- | ---------------- | ---------------- | ---------------- | ---------------- |
| 2013             | 岡山             | 35               | J2               | 22               | 1                | -                | -                | 2                | 1                | 24               | 2                |
| 2014             | 岡山             | 17               | J2               | 21               | 2                | -                | -                | 1                | 0                | 22               | 2                |
| 2015             | 岡山             | 17               | J2               | 31               | 0                | -                | -                | 0                | 0                | 31               | 0                |
| 2016             | 岡山             | 17               | J2               | 29               | 0                | -                | -                | 3                | 0                | 32               | 0                |
| 2017             | 長崎             | 15               | J2               | 37               | 2                | -                | -                | 0                | 0                | 37               | 2                |
| 2018             | 長崎             | 15               | J1               | 20               | 0                | 2                | 0                | 2                | 0                | 24               | 0                |
| 2019             | 長崎             | 15               | J2               | 15               | 0                | 6                | 1                | 4                | 0                | 25               | 1                |
| 2020             | 新潟             | 20               | J2               | 37               | 0                | -                | -                | -                | -                | 37               | 0                |
| 2021             | 新潟             | 20               | J2               | 38               | 2                | -                | -                | 0                | 0                | 38               | 2                |
| 2022             | 新潟             | 20               | J2               | 33               | 2                | -                | -                | 1                | 0                | 34               | 2                |
| 2023             | 新潟             | 20               | J1               | 27               | 0                | 3                | 0                | 3                | 0                | 33               | 0                |
| 2024             | 新潟             | 20               | J1               | 19               | 0                | 4                | 0                | 1                | 0                | 24               | 0                |
| 2025             | 新宿             | 10               | JFL              |                  |                  | -                | -                |                  |                  |                  |                  |
| 通算             | 日本             | 日本             | J1               | 66               | 0                | 9                | 0                | 6                | 0                | 81               | 0                |
| 通算             | 日本             | 日本             | J2               | 263              | 9                | 6                | 1                | 11               | 1                | 280              | 11               |
| 通算             | 日本             | 日本             | JFL              |                  |                  | -                | -                |                  |                  |                  |                  |
| 総通算           | 総通算           | 総通算           | 総通算           | 329              | 9                | 15               | 1                | 17               | 1                | 361              | 11               |

- Jリーグ初出場 - 2013年3月17日 J2第3節・東京ヴェルディ戦（味の素スタジアム）
- Jリーグ初得点 - 2013年8月21日 J2第30節・京都サンガF.C.戦（京都市西京極総合運動公園陸上競技場兼球技場）

## 獲得タイトル

### クラブ
アルビレックス新潟
- J2リーグ：2022